# Matwiej Berman
Matwiej Dawydowicz Berman (ros. Матвей Давыдович Берман, ur. 29 marca?/10 kwietnia 1898 w ujeździe czytyjskim, zm. 7 marca 1939 w miejscu egzekucji Kommunarka) – funkcjonariusz aparatu bezpieczeństwa ZSRR, jeden z twórców systemu komunistycznych obozów koncentracyjnych (łagrów) Gułag i jego szef od 9 czerwca 1932 do 16 sierpnia 1937.

## Życiorys
Urodził się w okręgu czytyjskim w obwodzie zabajkalskim w rodzinie żydowskiej, brat Borisa Bermana, również wyższego funkcjonariusza Ludowego Komisariatu spraw Wewnętrznych. W 1916 roku ukończył szkołę handlową w Czycie. 
Od lutego 1917 roku w wojsku. Członek komitetów żołnierskich w armii. W organach WCzK-OGPU-NKWD od 1918 roku. W okresie 1920–1930 na kierowniczych stanowiskach w regionalnych organach WCzK-GPU (tomskim, jenisejskim, semipałatyńskim, irkuckim). W latach 1923–1924 ludowy komisarz spraw wewnętrznych Buriacko-Mongolskiej ASRR, gdzie prześladował lamaizm, tłumił lokalne powstanie mongolskie, porywał z Mongolii i Chin antykomunistycznych "białych" Rosjan, zajmował się sabotażem i dywersją. W latach 1924–1928 na kierowniczych stanowiskach w OGPU w republikach Azji Środkowej, gdzie tłumił antykomunistyczne powstanie basmaczy.
Od 1930 roku zastępca szefa Zarządu Gułagu. W okresie od 9 czerwca 1932 do 16 sierpnia 1937 szef Głównego Zarządu Obozów OGPU (następnie NKWD}. Jednocześnie od 22 lipca do 26 października 1936 był szefem wydziału przesiedleń NKWD, szefem budowy Kanału Wołga-Moskwa (1936–1937), budowanego przez więźniów Gułagu. Od września 1936 do sierpnia 1937 – zastępca ludowego komisarza spraw wewnętrznych ZSRR.
Po przyjściu grupy Berii do NKWD zaczęło się odsuwanie ludzi Jeżowa, do których należał Matwiej Berman. Od sierpnia 1937 do grudnia 1938 był ludowym komisarzem (tj. ministrem) łączności ZSRR. 23 grudnia 1938 został wykluczony z partii komunistycznej, następnego dnia aresztowany bezpośrednio w gabinecie Gieorgija Malenkowa. Stracony z wyroku Kolegium Wojskowego Sądu Najwyższego ZSRR 7 marca 1939 w miejscu egzekucji „Kommunarka” (przy południowej części obwodnicy MKAD), pochowany anonimowo.
Zrehabilitowany 17 października 1957 roku postanowieniem Kolegium Wojskowego SN ZSRR.

## Odznaczenia
- Order Lenina (1933)
- Order Czerwonego Sztandaru (1927)
- Order Czerwonej Gwiazdy (1937)
- Order Czerwonego Sztandaru Pracy (1927)
- Odznaka "Honorowy Pracownik Czeki/OGPU" (V) (1924)
- Odznaka "Honorowy Pracownik Czeki/OGPU" (XV)